# 철학자
철학자(哲學者)는 넓은 의미에서 철학을 연구하는 사람을 말한다.
철학자의 영어 명칭 ‘Philosopher’(필로소퍼)는 ‘지혜를 사랑하는 사람’이라는 의미의 고대 희랍어 ‘필로소포스’(φιλόσοφος , 영어 philosophos)에서 유래했다. 필로소포스라는 용어는 그리스 철학자 피타고라스(기원전 6세기)가 처음 사용했다. 고전적인 의미에서, 철학자는 어떤 저자에 대한 이론이나 논평을 하는 사람이 아니라 인간 조건에 관한 존재론적인 질문을 푸는 데 초점을 맞춘 삶의 방식을 따라서 살았던 사람이었다. 현대에 와서 철학자의 범위가 확장되었다. 미학, 윤리학, 문학, 인식론 뿐만 아니라 예술과 같은 학문을 연구하는 자를 철학자로 간주한다.

## 같이 보기
- 철학
- 철학자 목록 (분류)